# Malostranské mostecké věže
Malostranské mostecké věže jsou dvě stylově odlišné nestejně vysoké pražské věže tvořící vstup z Karlova mostu na Malou Stranu na královské cestě na počátku Mostecké ulice. Středověké mosty většinou bývaly na každém konci osazené věží. Karlův most má však na malostranském břehu dvě věže, propojené velkou gotickou bránou. Nižší věži se říká Juditina a je starší než Karlův most, vyšší věž pak byla budována až po jeho dokončení. Věže s bránou tvořily důležitou součást malostranského opevnění v dobách, kdy bylo Menší Město pražské - dnešní Malá Strana - samostatným územím. V případě vpádu cizích vojsk se do věží mohla uchýlit ozbrojená posádka, která bránila nepřátelům v přechodu přes most. Ale i v klidných dobách zde ozbrojené stráže dávaly vstupujícím najevo, že nebudou trpět žádné výtržnosti.

## Nižší mostecká věž
Nižší mostecká věž zvaná Juditina je připomínkou velmi dávných časů. Bývala součástí prvního pražského kamenného mostu, který spojoval vltavské břehy už ve 12. století. Známe jeho přibližnou podobu: měl dvacet oblouků, které se směrem do středu řeky rozšiřovaly, a jeho délka činila půl kilometru. Most byl pojmenován po Juditě Durynské, manželce českého krále Vladislava I., která financovala jeho stavbu. Byl vystavěn v letech 1158 – 1172 a stal se nejstarším kamenným mostem v českých zemích. V té době to bylo velkolepé dílo, vždyť ve střední Evropě se nacházely jen dva další podobné mosty v Drážďanech a Řezně. Juditin most byl v roce 1342 zničen velkou povodní. Místo něj dal Karel IV. vybudovat nový kamenný most, který dnes nese jeho jméno.
Juditina věž je původně románská. Pochází asi z počátku 2. čtvrtiny 12. století. Vznikla ještě dřív než samotný Juditin most, původně jako prvek opevnění malostranského území, které však vyhlíželo docela jinak než dnes: jádro osídlení s kamennou dlažbou se prostíralo v místech Malostranského náměstí a směrem k mostu jej chránily dva velké, mohutně opevněné areály - Biskupský dvůr a johanitská komenda. Rytířský řád sv. Jana Jeruzalémského, jehož členům se říkalo johanité a později maltézští rytíři, pozval do Prahy král Vladislav I. Zbožným rytířům věnoval mezi lety 1158 - 1169 pozemky v podhradí u vltavského břehu, aby zde mohli vystavět svou komendu, opevněný areál s kostelem Panny Marie, konventem a špitálem. Posláním johanitů bylo strážit cesty a místa, kudy putovali poutníci do Svaté země. V komendách často budovaných u mostů či brodů putující nalézali bezpečný nocleh, odpočinek i ošetření v nemoci. Příchod johanitů do Prahy s výstavbou Juditina mostu nepochybně souvisel, proto dnes Juditinu věž vnímáme jako cenný pozůstatek prastarých časů, kdy malostranské území střežili zbožní rytíři s osmicípým bílým křížem ve znaku. Ostatně české Velkopřevorství maltézských rytířů má své sídlo na Malé Straně dodnes. Péči o Juditin most však už v roce 1253 předal král Václav I. nově založenému českému rytířskému řádu Křižovníků s červenou hvězdou sídlícímu na staroměstské straně.
Juditina věž je vysoká bezmála třicet metrů. Je postavena z opukových kvádrů, které byly kladeny na maltu do řádků. Kvádříkové zdivo se používalo u všech významných románských staveb. Věž byla několikrát přestavěna, v roce 1503 těžce poškozena požárem a konečnou podobu získala renesanční úpravou na konci 16. století. Nově byla osazena střecha a proražena okna. V roce 1517 byla na Juditině věži vystavována uťatá hlava loupeživého rytíře Jindřicha z Bohnic. Stráže ho lapily v krčmě u Jičína, při převozu do Prahy však loupežník zemřel, a tak bylo rozhodnuto oddělit jeho hlavu od těla a na železném prutu ji po několik dní vystavovat z různých oken věže. Od konce 16. století až do roku 1784 sloužila Juditina věž jako sídlo mostního úřadu pro výběr poplatků z dovozu soli. Tuto funkci připomíná malý domek přistavěný k věži, kam se vstupuje přímo z mostu. V roce 1893 se věž koupí dostala do majetku města. Její tři patra propojují dřevěné schody a v každém patře se nachází velká místnost. Prostory ve věži již od roku 1927 využívá Klub za starou Prahu, který se víc než sto dvacet let věnuje ochraně pražských památek. Interiér je proto veřejnosti nepřístupný, otevírá se jen k příležitostným prohlídkám. Kromě zasedací místnosti Klubu za starou Prahu a rozsáhlé knihovny s pražskou tematikou ukrývá Juditina věž jednu z nejcennějších pražských památek - záhadný románský reliéf.
Pozdně románský opukový reliéf v prvním patře Juditiny věže pochází z poslední třetiny 12. století a původně snad zdobil její východní průčelí. Posléze zmizel pod nánosy různých stavebních úprav a náhodně byl objeven až koncem 19. století. Reliéf zobrazuje dvě mužské postavy, jedna z postav sedí na trůně, druhá před ní klečí a v naznačeném gestu panovníkovi cosi podává či od něj něco přijímá. Neví se, koho postavy představují, neznáme autora ani přesnou dobu vzniku díla. Mohlo by jít o císaře Fridricha Barbarossu a klečícího českého panovníka Vladislava I., kterému císař předává královskou korunu. Stejně tak je možné scénu považovat za symbolické předání hotového Juditina mostu do rukou krále Vladislava I. jeho stavitelem.

## Vyšší mostecká věž
Vyšší malostranská mostecká věž byla budována až od roku 1464 za vlády krále Jiřího z Poděbrad, takže se jedná o nejmladší stavební součást Karlova mostu. Architektonické pojetí navazuje na koncepci Parléřovy Staroměstské mostecké věže. Chybí však náročná sochařská výzdoba, výklenky pro sochy na západní a východní straně věže zůstaly prázdné. Věž jednoduchého hranolového tvaru byla stavěna z tesaných pískovcových kvádrů. Některé z kamenů dosud nesou kamenické značky, kterými dávní řemeslníci označovali svou práci. Po spojení do té doby samostatných pražských měst v roce 1784 věže ztratily svůj původní obranný význam. Vyšší malostranská věž byla využívána jako sklad materiálu i jako klempířská dílna. Současná podoba věže pochází z let 1879 - 1883, kdy došlo k nákladné rekonstrukci a úpravě obou malostranských mostních věží architektem Josefem Mockerem. Věž dosahuje pětačtyřiceti metrů a spojovací ochoz nad bránou se nachází ve výšce šestadvaceti metrů.

## Brána
Malostranské mostní věže propojuje monumentální gotická brána, kterou se vchází na Malou Stranu. Postavena byla pravděpodobně na přelomu 14. a 15. století za vlády krále Václava IV. Zdvojená brána je zaklenutá dvěma gotickými oblouky na vrcholu opatřenými ochozem s cimbuřím. Ve středověku byla na noc či v případě nebezpečí uzavírána dřevěnými vraty, možná i železnou mříží. K době vzniku brány odkazují kamenné historické znaky zemí spojené s vládou Václava IV. Je zde lev lucemburský, lev český a moravská orlice, erbovní znamení Starého Města na mostní straně a vratislavská orlice, český lev, znak Dolní a Horní Lužice a malostranský erb na straně do Mostecké ulice. Pozorný návštěvník procházející branou spatří pod kamenným ochozem zvláštní hluboké rýhy ve zdivu - dílo dávných strážců mostu, kteří si z dlouhé chvíle brousili zbraně o kámen. K samotnému ochozu se váže historka o nešťastné smrti rytíře Pertolta, který roku 1250 projížděl branou v okamžiku, kdy se na cimbuří potýkali dva havrani. Ptačí bitka uvolnila vyviklaný kámen, který rytíře zasáhl do hlavy a způsobil mu okamžitou smrt. Malostranské mostecké věže patří k nejcennějším památkám Prahy a od roku 2020 jsou ve správě Prague City Tourism.

## Zajímavosti
- V roce 1250 jel přes most na koni rytíř Pertolt. Dva havrani, kteří se spolu na kranclích věže potýkali, svrhli z nejvyššího místa oviklaný kámen, který rytíře zasáhl do hlavy a ten hned spadl z koně mrtev. Kámen na toto místo prý nebyl dlouhou dobu zasazen.

- V roce 1517 byla na Juditině věži vystavena uťatá hlava loupeživého rytíře Jindřicha z Bohnic, zvaného Bohnička. Sto let na to byly na protějším břehu na ochozu Staroměstské mostecké věže vystaveny hlavy sťatých českých pánů po bitvě na Bílé hoře.

## Galerie

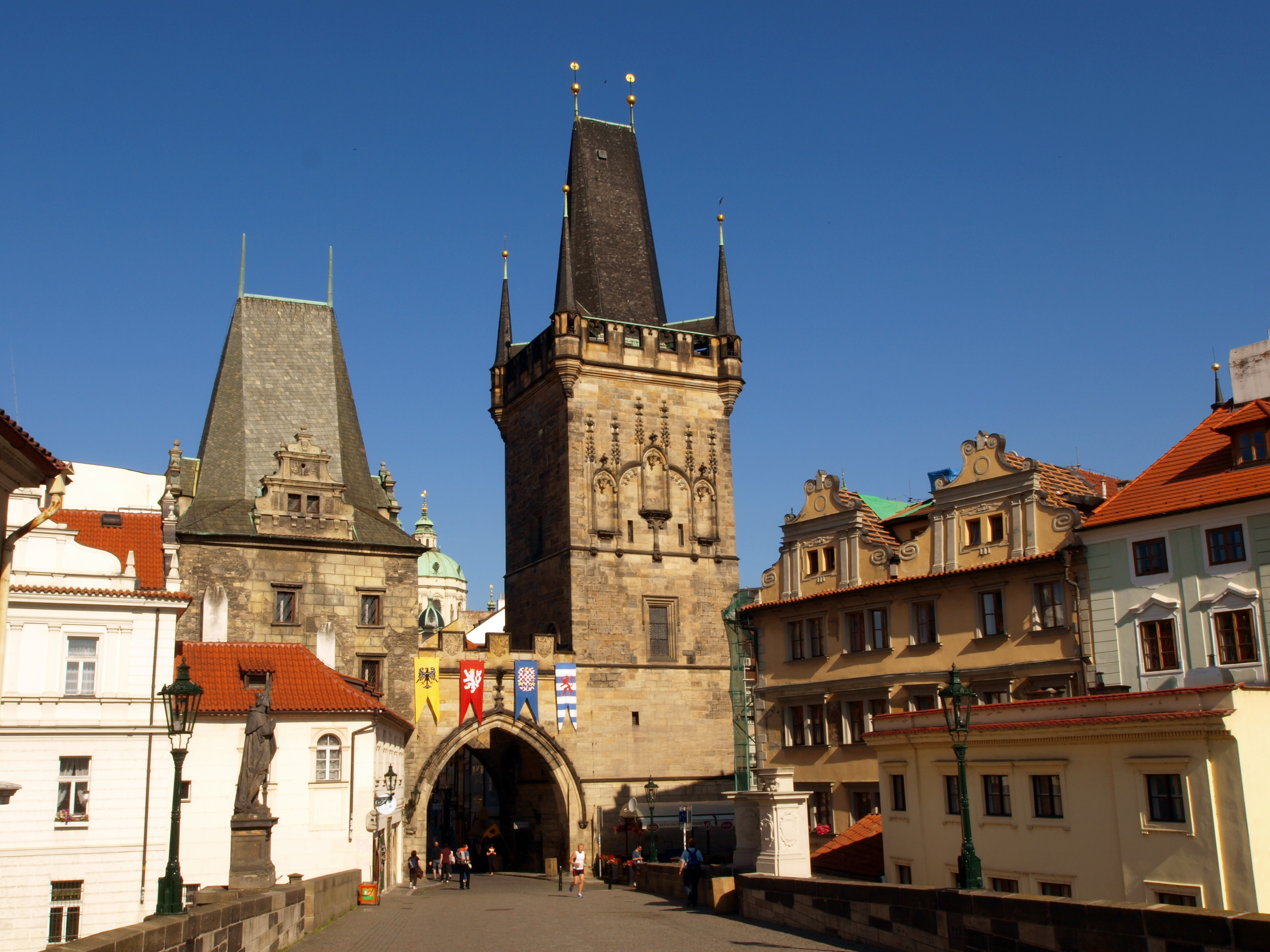
Malostranské mostecké věže v Praze
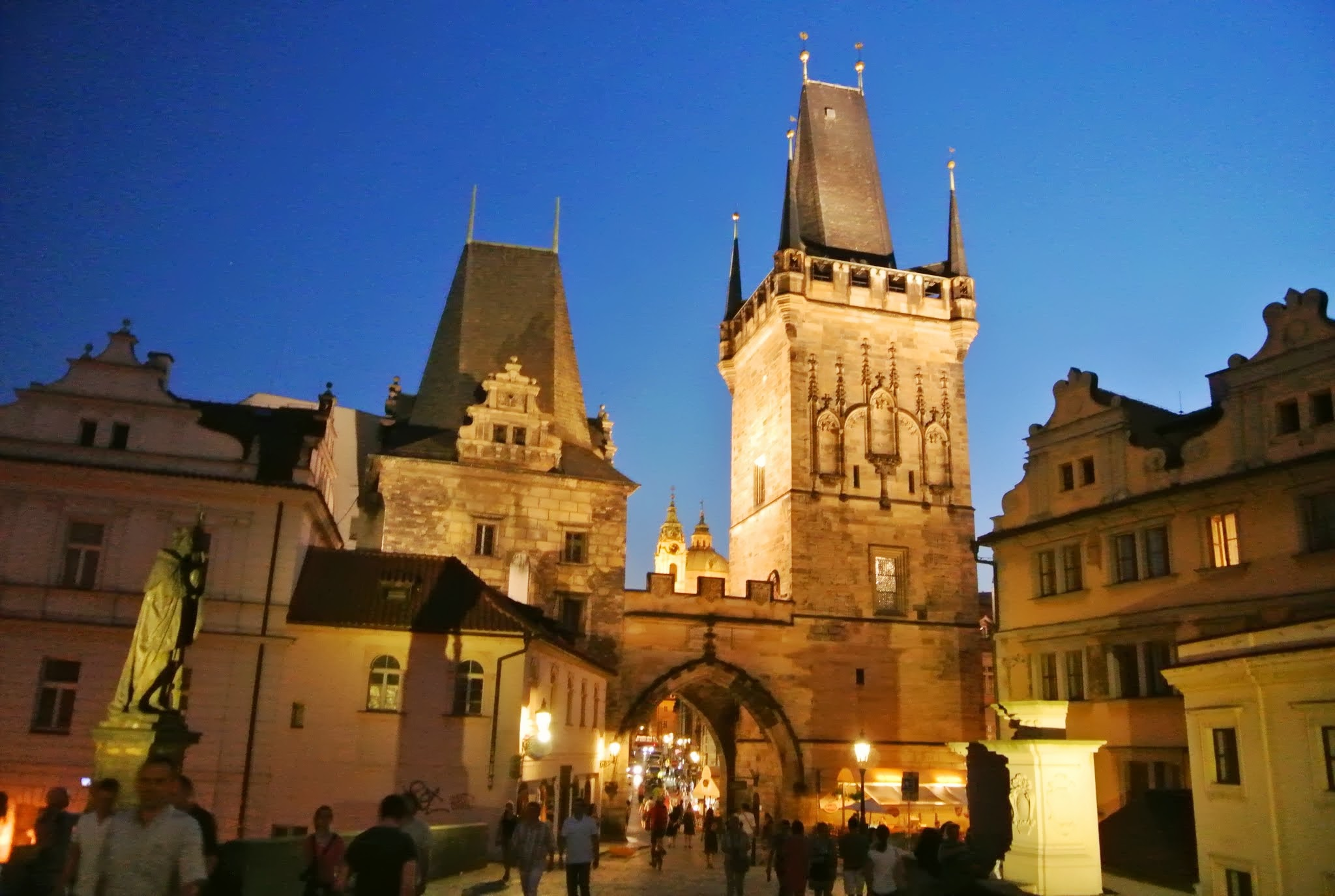
Po setmění
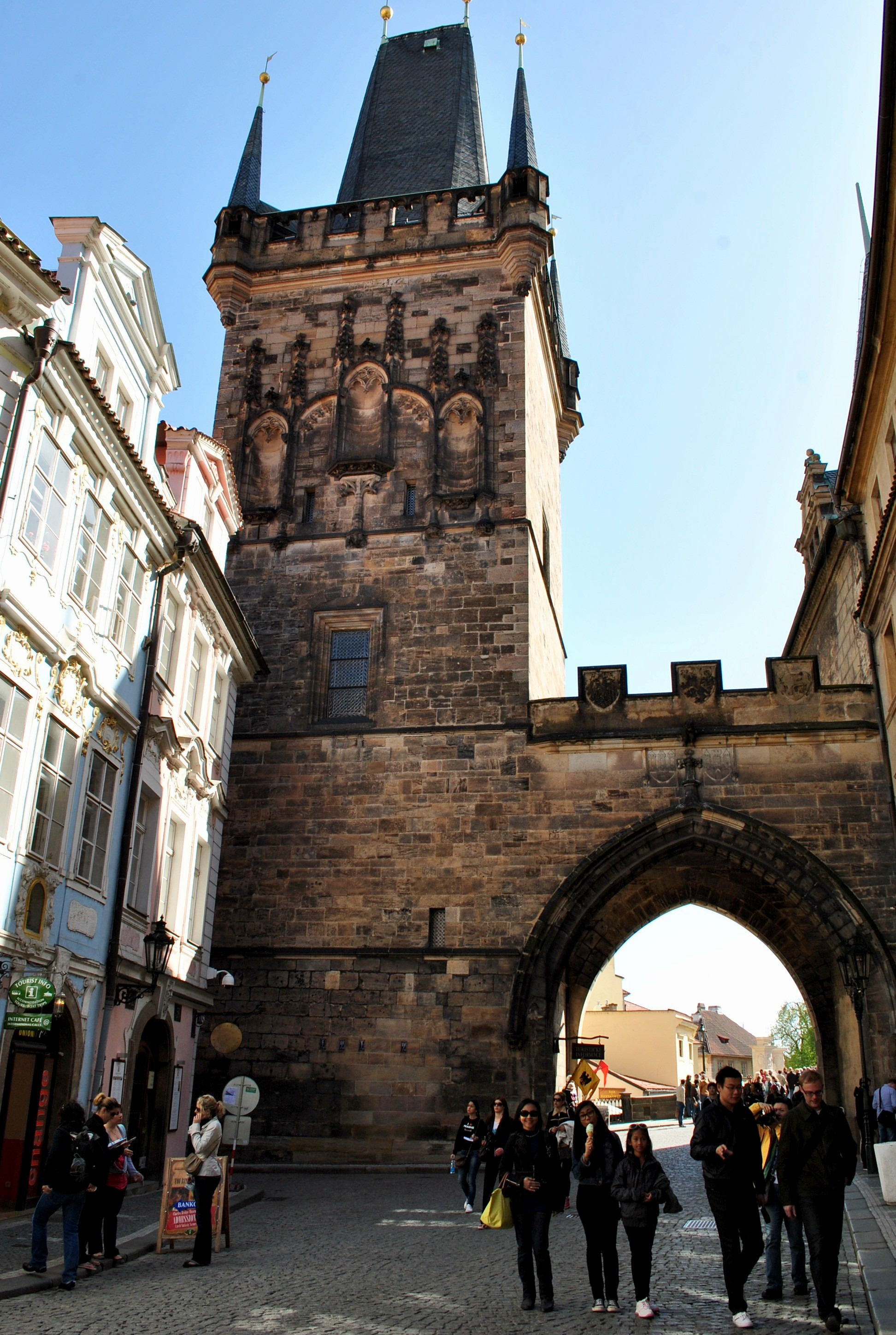
Pohled z Mostecké ulice na Malé Straně
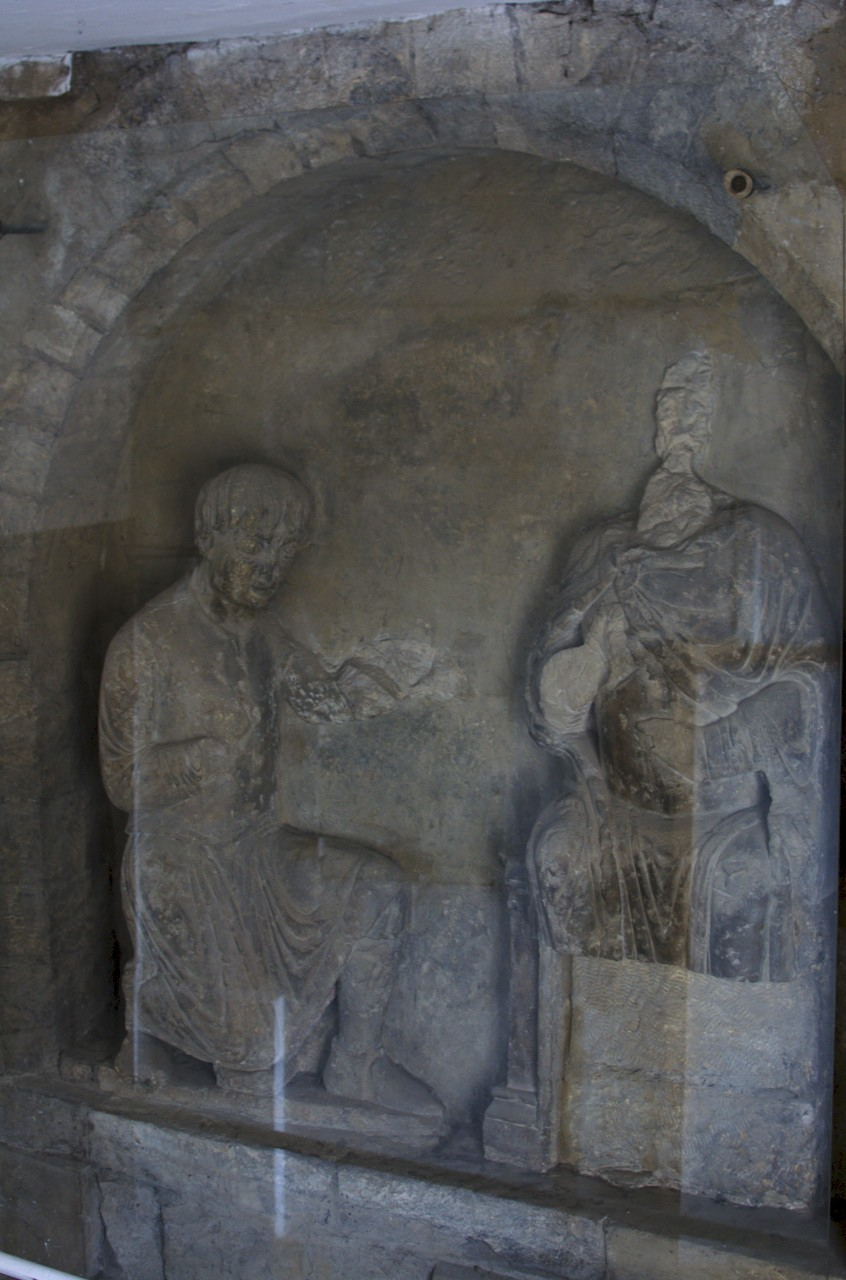
Románský reliéf ve výklenku Juditiny věže